# Kombinazija
Kombinazija (russisch Комбинация, dt. Kombination) ist eine russische Pop-Gruppe. Die Gruppe hatte große Erfolge Ende der 1980er und anfangs 1990er. Die Band hatte einen eigenen Stil und verknüpfte moderne Popmusik mit Charakteristika des russischen Chansons. Ihr größter Hit hieß American Boy.
Weitere bekannte Hits sind Buchgalter (russisch Бухгалтер, dt. „Buchhalter“), Dwa Kussotscheka Kolbaski (russisch Два кусочека колбаски, dt. „Zwei Wurststücke“), Wischnjowaja Djewjatka  (russisch Вишнёвая девятка, dt. „Kirschfarbener WAS-2109“), Russian Girls, Bely Wetscher (russisch Белый вечер, dt. „Weißer Abend“), Ne sabywai (russisch Не забывай).

## Geschichte

### 1988 – Gründung
Die Gruppe wurde 1988 von Alexander Schischinin (russisch Александр Шишинин) und Witali Okorokow (russisch Виталий Окороков) in Saratow (Russland) gegründet. Die Gruppe gab an, dass ein Mirasch-Konzert die Inspiration zur Gründung gab.
Ein bisschen später kamen die Sängerinnen Aljona Apina (russisch Алёна Апина) und Tatjana Iwanowa (russisch Татьяна Иванова) dazu.
Im gleichen Jahr erschien ihr erstes Album Chod konjom (russisch Ход конём, dt. „Rösselsprung“).

### 1989 – Der Durchbruch
1989 erschien der erste Hit Russian Girls. Darauf folgten Konzerte in der ganzen Sowjetunion. Die Gruppe fand einen neuen Standort in Moskau. Im selben Jahr erschien ihr drittes Album Russkije dewotschki (russisch Русские девочки, dt. „russische Mädchen“), welches die großen Hits American Boy und Buchgalter (russisch Бухгалтер, dt. „Buchhalter“) beinhaltete.
1990 folgte ein Auftritt der Gruppe im sowjetischen Film Mordaschka (russisch Мордашка, dt. „Schnäuzchen“).

### 1991 – bis heute
1991 kam der erste Rückschlag als Apina die Band verlässt und eine Solokarriere beginnt. 1993 wurde das Gründungsmitglied Schischinin von einem unbekannten Täter ermordet. 1998 erschien das letzte Album von Kombinazija.

## Diskografie

### Alben
- 1988: Ход конём
- 1988: Белый вечер
- 1988: Русские девочки
- 1989: Русские девочки. Новая версия
- 1989: Шоу-группа «Комбинация»
- 1991: Московская прописка
- 1993: Два кусочека колбаски
- 1994: Самая, самая…
- 1998: Давай поболтаем

### Singles (Auswahl)
- 1988: Ход конём
- 1989: Russian Girls
- 1989: Не Забывай
- 1991: Бухгалтер
- 1991: American Boy
- 1993: Два Кусочека Колбаски
- 1993: Вишневая девятка
- 1994: А Я Люблю Военных